# دانيال تشافيز بيتانكورت
دانيال تشافيز بيتانكورت (بالإسبانية: Daniel Chávez)‏ هو مدرب كرة قدم ولاعب كرة قدم بوليفي، ولد في 13 يناير 1990 في لاباز في بوليفيا. لعب مع ذي سترونغيست.

## وصلات خارجية
- دانيال تشافيز بيتانكورت على موقع قاعدة بيانات كرة القدم.إي يو (الإنجليزية)
- دانيال تشافيز بيتانكورت على موقع ناشيونال فوتبول تيمز (الإنجليزية)